# Koptyjski patriarcha Aleksandrii
Koptyjski patriarcha Aleksandrii – jeden z patriarchów w Kościołach wschodnich, nazywany papieżem Aleksandrii i patriarchą Stolicy św. Marka dla odróżnienia od prawosławnego patriarchy Aleksandrii. Patriarcha jest zwierzchnikiem Koptyjskiego Kościoła Ortodoksyjnego.
Funkcja została ustanowiona w 451 roku.

## Koptyjscy patriarchowie Aleksandrii po 451
- Dioskur I (451–457)
- Tymoteusz II (457–477)
- Piotr III (477–489)
- Atanazy II (489–496)
- Jan I (496–505)
- Jan II (505–516)
- Dioskur II (516–517)
- Tymoteusz III (517–535)
- Teodozy I (535–567)
- Doroteos (567–569)
- Damian (569–605)
- Anastazy (605–616)
- Andronik (616–622)
- Beniamin I (622–661)
- Agato (661–677)
- Jan III (677–688)
- Izak (688–689)
- Symeon I (689–701)
- Aleksander II (702–729)
- Kosma I (729–730)
- Teodozy II (730–742)
- Michał I (743–767)
- Min I (767–775)
- Jan IV (776–799)
- Marek II (799–819)
- Jakub (819–830)
- Symeon II (830)
- Józef I (831–849)
- Michał II (849–851)
- Kosma II (851–858)
- Szenuda I (859–880)
- Michał III (880–907)
- Gabriel I (910–921)
- Kosma III (921–933)
- Makary I (933–953)
- Teofil II (953–956)
- Min II (956–974)
- Abraham (975–978)
- Filoteos (979–1003)
- Zachariasz (1004–1032)
- Szenuda II (1032–1046)
- Chrystodulos (1047–1077)
- Cyryl II (1078–1092)
- Michał IV (1092–1102)
- Makary II (1102–1131)
- Gabriel II (1131–1145)
- Michał V (1145–1146)
- Jan V (1146–1166)
- Marek III (1166–1189)
- Jan VI (1189–1216)
- Cyryl III (1235–1243)
- Atanazy III (1250–1261)
- Jan VII (1261–1268)
- Gabriel III (1268–1271)
- Jan VII (ponownie) (1271–1293)
- Teodozy III (1300–1320)
- Jan IX (1320–1327)
- Beniamin II (1327–1339)
- Piotr V (1340–1348)
- Marek IV (1348–1363)
- Jan X (1363–1369)
- Gabriel IV (1370–1378)
- Mateusz I (1378–1408)
- Gabriel V (1408–1427)
- Jan XI (1428–1453)
- Mateusz II (1453–1466)
- Gabriel VI (1466–1475)
- Michał VI (1475–1477)
- Jan XII (1480–1483)
- Jan XIII (1483–1524)
- Gabriel VII (1526–1569)
- Jan XIV (1573–1589)
- Gabriel VIII (1590–1601)
- Marek V (1610–1621)
- Jan XV (1621–1631)
- Mateusz III (1631–1645)
- Marek VI (1645–1660)
- Mateusz IV (1660–1676)
- Jan XVI (1676–1718)
- Piotr VI (1718–1726)
- Jan XVII (1726–1745)
- Marek VII (1745–1770)
- Jan XVIII (1770–1797)
- Marek VIII (1797–1810)
- Piotr VII (1810–1852)
- Cyryl IV (1854–1861)
- Demetrius II (1862–1870)
- Cyryl V (1874–1928)
- Jan XIX (1929–1942)
- Makary III (1942–1944)
- Józef II (1946–1956)
- Cyryl VI (1959–1971)
- Szenuda III (1971–2012)
- Tawadros II (2012–)[1]